# Shun Morishita
Shun Morishita (森下 俊 Morishita Shun?, nacido el 11 de mayo de 1986 en Ise) es un exfutbolista japonés que se desempeñaba como defensa.

## Trayectoria

### Clubes
| Club                 | País  | Año         |
| -------------------- | ----- | ----------- |
| Júbilo Iwata         | Japón | 2005 - 2008 |
| Kyoto Sanga FC       | Japón | 2009 - 2011 |
| Kawasaki Frontale    | Japón | 2012        |
| Yokohama FC          | Japón | 2013        |
| Júbilo Iwata         | Japón | 2014 - 2019 |
| Iwate Grulla Morioka | Japón | 2020 - 2021 |

## Estadística de carrera

### J. League
| Club              | Año   | J. League | J. League | Copa J. League | Copa J. League | Total | Total |
| Club              | Año   | Part.     | Goles     | Part.          | Goles          | Part. | Goles |
| ----------------- | ----- | --------- | --------- | -------------- | -------------- | ----- | ----- |
| Júbilo Iwata      | 2005  | 1         | 0         | 1              | 0              | 2     | 0     |
| Júbilo Iwata      | 2006  | 2         | 0         | 2              | 0              | 4     | 0     |
| Júbilo Iwata      | 2007  | 0         | 0         | 0              | 0              | 0     | 0     |
| Júbilo Iwata      | 2008  | 1         | 0         | 1              | 0              | 2     | 0     |
| Kyoto Sanga FC    | 2009  | 9         | 0         | 1              | 0              | 10    | 0     |
| Kyoto Sanga FC    | 2010  | 28        | 0         | 4              | 0              | 32    | 0     |
| Kyoto Sanga FC    | 2011  | 31        | 0         | -              | -              | 31    | 0     |
| Kawasaki Frontale | 2012  | 12        | 0         | 4              | 0              | 16    | 0     |
| Yokohama FC       | 2013  | 23        | 0         | -              | -              | 23    | 0     |
| Júbilo Iwata      | 2014  | 20        | 1         | -              | -              | 20    | 1     |
| Júbilo Iwata      | 2015  | 18        | 0         | -              | -              | 18    | 0     |
| Júbilo Iwata      | 2016  | 26        | 0         | 0              | 0              | 26    | 0     |
| Júbilo Iwata      | 2017  | 29        | 1         | 1              | 0              | 30    | 1     |
| Total             | Total | 200       | 2         | 14             | 0              | 214   | 2     |